# L'Étang-Vergy
 L'Étang-Vergy  es una población y comuna francesa, en la región de Borgoña, departamento de Côte-d'Or, en el distrito de Dijon y cantón de Gevrey-Chambertin.

## Demografía
| 180 | 176 | 160 | 163 | 150 | 183 |
| Para los censos de 1962 a 1999 la población legal corresponde a la población sin duplicidades (Fuente: INSEE [Consultar]) |     |     |     |     |     |